# Habús ben Maksan
Habús ben Maksan (Ifriquiya – Granada, 1038) fue el segundo rey de la taifa de Granada al ocupar el trono entre 1019 y 1038. Miembro de la dinastía bereber de los ziríes, sucedió en el trono de la taifa granadina a su tío Zawi ben Ziri al desplazar a los hijos de este.
Su reinado supuso un gran desarrollo político, cultural y económico en el que tuvo un gran protagonismo el judío Samuel ben Nagrela que en 1030 fue nombrado visir, personaje que desde la sombra se convertiría en el verdadero gobernante de la taifa hasta su muerte en 1057.

## Biografía
Habús ben Maksan había llegado a al-Ándalus con su tío Zawi ben Ziri, que emigraron a comienzos del siglo XI debido a las diferencias con al-Mansur ibn Buluggin, señor de Ifriquiya entre 996 y 1016. Según las Memorias del último rey zirí Abd Allah ibn Buluggin, entre los jefes bereberes que pasaron a territorio andalusí en tiempos de al-Muzzáffar, hijo y sucesor de Almanzor, destacaban Zawi ben Ziri y su sobrino Habús ben Maksan.
Según Ibn Idari, el califa bereber Sulaimán al-Mustaín (r. 1013-1016), al comienzo de la Fitna de al-Ándalus, en respuesta a la ayuda de los bereberes entregó Elvira a los ziríes. «Instalados los ziríes en Elvira y extendiéndose hasta Jaén, acordaron crear dos áreas, separadas aunque conectadas, y Zawi quedó al frente de la de Elvira, mientras su sobrino Habús ben Maksan regía el resto». Según Abd Allah, Zawi abandonó pronto Elvira y trasladó su capital a Granada, lo que comenzó la edificación de esta gran ciudad y la fundación de la Taifa de Granada.

### Reinado
Según Ibn al-Jatib, Zawi ben Ziri abandonó al-Ándalus en 1019 o 1025 para regresar a Ifriqiya, la actual Túnez, su lugar de nacimiento. Su sobrino, Habús ben Maksan, se convirtió entonces en el monarca de la taifa, desplazando a los propios hijos de Zawi ben Ziri, con el apoyo del poderoso cadí granadino Ibn Abi Zamanin. Según las Memorias de Abd Allah, los delegados de Zawi convocaron a Habús al ser considerado el más adecuado para gobernar la taifa.
Al-Idrisi indica que durante su reinado fueron «consolidadas las murallas y construida una alcazaba [...], fue completada la edificación de Granada y su poblamiento, que aún continúa». Abd Allah indica que «Habús ben Maksan encontró despejado su camino y procedió de la mejor manera y de la forma más equitativa. Delegó en los cadíes de sus tierras la misión de dictar sus sentencias, y él apenas intervenía en nada, guardándose muy bien de cometer ningún acto prohibido por la religión ni de sacar dinero a sus súbditos. Las gentes le amaban, ya que en su tiempo estaban seguros los caminos, eran raros los desórdenes y desapareció la injusticia». Según esta misma fuente, dividió el territorio en circunscripciones militares y animó a sus cadíes a reclutar a cierto número de soldados. Este hecho produjo un consejo de aliados, gobernantes y militares de cada uno de sus territorios que participaban en los asuntos de la taifa con gran solidez.
En política exterior mantuvo grandes relaciones con Zuhair (r. 1028-1038), rey de la Taifa de Almería, y reconoció, como su antecesor, al califa hamudí de Córdoba, quien lideraba una oposición a los abadíes de Sevilla.
Habús ben Maksan falleció en 1038, aunque decidió en vida que su hijo Badis ben Habús sería el sucesor al trono, hecho que no fue discutido por su primogénito Buluggin. Habús falleció sin haber acuñado moneda en su nombre.